# Nueva Eslovenia
Nueva Eslovenia es un partido demócrata cristiano de Eslovenia.
En las elecciones parlamentarias de Eslovenia de 2022 el partido ocupó el tercer lugar tras haber obtenido el 6.85% de los votos.

## Historia del partido
El partido fue creado en los últimos meses de Andrej Bajuk como primer ministro quien estuvo en el cargo hasta el 17 de noviembre de 2000. La creación estuvo motivada por una división en el Partido Popular Esloveno, conocido como SLS ya que sus siglas vienen de Slovenska ljudska stranka, a partir de las intenciones de reforma del sistema electoral esloveno. Si bien no es un partido con mucha presencia política, siempre desde su creación ha tenido miembros en la Asamblea Nacional. En las elecciones de 2011 el partido obtuvo cuatro escaños en la cámara baja.
Bajuk fue el primer presidente de esta agrupación política hasta que presentó su renuncia en el año 2008. Este puesto lo ha ocupado Ljudmila Novak luego de la dimisión.

## Miembros destacados del partido
- Andrej Bajuk, fallecido en 2011
- Lojze Peterle
- Ljudmila Novak
- Lovro Šturm
- Jure Zupan
- Mojca Kucler Dolinar
- Janez Drobnič, (dejó el partido en 2008)
- Andrej Capuder

## Resultados electorales
| Fecha | Votos       | %    | Diputados | +/- | Estatus            |
| ----- | ----------- | ---- | --------- | --- | ------------------ |
| 2000  | 93.247 (#5) | 8,66 | 8/90      |     | Oposición          |
| 2004  | 88.073 (#4) | 9,09 | 9/90      | 1   | Coalición          |
| 2008  | 35.774 (#8) | 3,40 | 0/90      | 9   | Extraparlamentario |
| 2011  | 53.758 (#7) | 4,88 | 4/90      | 4   | Coalición          |
| 2014  | 48.846 (#6) | 5,59 | 5/90      | 1   | Oposición          |
| 2018  | 63.792 (#6) | 7,16 | 7/90      | 2   | Oposición          |
| 2022  | 80.757 (#3) | 6,86 | 8/90      | 1   | Oposición          |

### Elecciones europeas
| Fecha | Votos        | %     | Diputados | +/-         |
| ----- | ------------ | ----- | --------- | ----------- |
| 2004  | 102.753 (#1) | 23,57 | 2/7       |             |
| 2009  | 76.866 (#3)  | 16,58 | 1/8       | 1           |
| 2014a | 66.760 (#2)  | 16,60 | 2/8       | 1           |
| 2019  | 53.621 (#4)  | 11,12 | 1/8       | 1           |
| 2024  | 51.182 (#5)  | 7,59  | 1/9       | Sin cambios |

a En alianza con el Partido Popular Esloveno.